# Claudio Imhof
Claudio Imhof (Fahrni, 26 september 1990) is een Zwitsers voormalig baan- en wielrenner.

## Carrière
Imhof behaalde in 2011 een tweede plaats op de koppelkoers tijdens de Europese kampioenschappen baanwielrennen in Apeldoorn. datzelfde jaar won hij de Driedaagse van Aigle. In 2016 werd hij derde op de scratch tijden de Wereldkampioenschappen baanwielrennen in Londen. Tijdens de Ronde van Rhône-Alpes Isère in 2019 won Imhof de eerste etappe en behaalde hij een tweede plaats in het eindklassement. Datzelfde jaar behaalde hij een derde plaats op zowel de ploegenachtervolging als de achtervolging tijdens de Europese Spelen in Minsk. In alle vier jaren die volgden nam hij deel aan zowel de WK als de EK op de baan. In 2020 en 2021 won hij medailles op de EK, in 2021 kwam hij op de WK tot een vierde plaats bij de achtervolging.

## Palmares

### Wegwielrennen
2019
1e etappe Ronde van Rhône-Alpes Isère

### Baanwielrennen
| Jaar     | ZK                                                                                | EK                                                      | WK                                                        | Overig |
| Junioren | Junioren                                                                          | Junioren                                                | Junioren                                                  | Junioren |
| -------- | --------------------------------------------------------------------------------- | ------------------------------------------------------- | --------------------------------------------------------- | --- |
| 2008     | omnium                                                                            | scratch                                                 | koppelkoers                                               | |
| Belofte  |                                                                                   |                                                         |                                                           | |
| 2008     |                                                                                   |                                                         |                                                           | UIV Cup Zürich |
| 2009     |                                                                                   |                                                         |                                                           | |
| 2010     |                                                                                   | 8e koppelkoers                                          |                                                           | |
| Elite    |                                                                                   |                                                         |                                                           | |
| 2008     | koppelkoers                                                                       |                                                         |                                                           | |
| 2009     | ploegenachtervolging · koppelkoers                                                |                                                         |                                                           | Vierdaagse van Nouméa |
| 2010     | koppelkoers                                                                       |                                                         |                                                           | |
| 2011     | koppelkoers · ploegenachtervolging · omnium                                       | koppelkoers                                             | 13e ploegenachtervolging 15e achtervolging                | Driedaagse van Aigle |
| 2012     |                                                                                   |                                                         | 17e achtervolging                                         | |
| 2013     | koppelkoers                                                                       | 6e derny 8e koppelkoers                                 |                                                           | |
| 2014     | omnium                                                                            |                                                         |                                                           | |
| 2015     | achtervolging · scratch · stayeren · 4e koppelkoers                               | puntenkoers · 6e derny                                  |                                                           | |
| 2016     | achtervolging · stayeren · puntenkoers · 4e koppelkoers · 5e omnium               |                                                         | scratch · 4e koppelkoers · 13e puntenkoers                | |
| 2017     | koppelkoers · ploegenachtervolging · achtervolging · 8e puntenkoers · 10e scratch | 4e koppelkoers 5e achtervolging 7e ploegenachtervolging | 5e koppelkoers 6e ploegenachtervolging 8e puntenkoers     | |
| 2018     | omnium · achtervolging · koppelkoers · 5e koppelkoers                             | ploegenachtervolging · achtervolging · 8e omnium        | 6e ploegenachtervolging 11e omnium                        | |
| 2019     | achtervolging · omnium                                                            | 4e ploegenachtervolging                                 | 6e ploegenachtervolging 8e achtervolging 10e omnium       | WB Cambridge (1): omnium · Europese Spelen: · achtervolging · ploegenachtervolging · WB Cambridge (2): ploegenachtervolging |
| 2020     | achtervolging · puntenkoers · afvalkoers · koppelkoers · 5e scratch · 8e omnium   | ploegenachtervolging · 5e achtervolging                 | 6e ploegenachtervolging 7e achtervolging                  | |
| 2021     | afvalkoers · omnium · puntenkoers · 4e koppelkoers · 10e omnium                   | ploegenachtervolging · achtervolging · 10e koppelkoers  | 4e achtervolging 5e ploegenachtervolging 22e afvalkoers   | |
| 2022     | afvalkoers                                                                        | 5e ploegenachtervolging 7e achtervolging                | 9e achtervolging 10e ploegenachtervolging 12e koppelkoers | |
| 2023     | achtervolging · koppelkoers · omnium · afvalkoers · puntenkoers · 6e scratch      | 7e ploegenachtervolging 9e achtervolging                | 7e afvalkoers 11e ploegenachtervolging 13e achtervolging  | |

## Ploegen
- 2004 –  VC Romanshorn U15
- 2005 –  VC Bürglen-Märwil U17
- 2006 –  GS Schumacher U17
- 2007 –  GS Schumacher U19
- 2008 –  GS Schumacher U19
- 2009 –  VC Hirslanden U23
- 2010 –  AG2R La Mondiale U23
- 2011 –  VC Hirslanden
- 2012 –  Team Vorarlberg
- 2013 –  Atlas Personal-Jakroo
- 2014 –  VC Mendrisio–PL Valli
- 2014 –  IAM Cycling (stagiair per 1-8)
- 2015 –  Surgtech–Lerch und Partner
- 2016 –  Lerch und Partner–Surgtech
- 2017 –  Lerch und Partner–Surgtech
- 2018 –  Lerch und Partner–Surgtech
- 2019 –  Akros–Thömus
- 2020 –  Team Vorarlberg Santic
- 2021 –  Tissot Velodrome
- 2024 –  Maloja Pushbikers